# Hrabstwo Burlington
Burlington – hrabstwo w stanie New Jersey w USA. Populacja liczy 423 394 mieszkańców (stan według spisu z 2000 roku).
Powierzchnia hrabstwa to 2122 km². Gęstość zaludnienia wynosi 203 osób/km².

## Miasta
- Beverly
- Bordentown
- Burlington

## CDP
- Browns Mills
- Country Lake Estates
- Florence
- Juliustown
- Leisuretowne
- Marlton
- Moorestown-Lenola
- Pemberton Heights
- Presidential Lakes Estates
- Ramblewood
- Roebling